# Iris speculatrix
Iris speculatrix är en irisväxtart som beskrevs av Henry Fletcher Hance. Iris speculatrix ingår i släktet irisar, och familjen irisväxter. Inga underarter finns listade i Catalogue of Life.